# اینوود (منهتن)
اینوود (به انگلیسی: Inwood) یک محله در بخش منهتن شهر نیویورک ایالات متحده آمریکا است که در بخش شمالی جزیره منهتن واقع شده است. مرزهای این محله، رود هادسون از غرب، نهر اسپویتن دوویل و ماربل‌هیل از شمال، رود هارلم از شرق و واشینگتن هایتس از جنوب است. این محله بخشی از انجمن محلی دوازده منهتن است.